# Joseph Damer, 1. Earl of Dorchester
Joseph Damer, 1. Earl of Dorchester (* 12. März 1718; † 12. Januar 1798) war ein britischer Adliger und Politiker.
Er war der älteste Sohn und Erbe des Joseph Damer (1676–1737) aus dessen Ehe mit Mary Churchill. Sein Vater war ein reicher Grundbesitzer und von 1722 bis 1727 Abgeordneter für Dorchester im britischen House of Commons.
Er studierte 1734 bis 1735 am Trinity College Dublin und erbte 1737 die Ländereien seines Vaters im englischen Dorset und im irischen County Tipperary. Er wurde bald als Abgeordneter ins House of Commons gewählt, von 1741 und 1747 als Burgess für Weymouth, von 1747 bis 1754 für Bramber und von 1754 bis 1762 für Dorchester. Im Parlament gehörte er der Partei der Whigs an. Zeitweise hatte er das Amt des High Steward von Dorchester inne.
1753 wurde er ins Privy Council für Irland berufen, wurde am 3. Juni 1753 in der Peerage of Ireland zum Baron Milton, of Shronehill in the County of Tipperary, erhoben und erhielt dadurch einen Sitz im irischen House of Lord. Am 10. Mai 1762 wurde er in der Peerage of Great Britain zum Baron Milton, of Milton Abbey in the County of Dorset, erhoben und schied dadurch aus dem britischen House of Commons aus und erhielt einen Sitz im britischen House of Lords. Am 18. Mai 1792 wurden ihm zudem in der Peerage of Great Britain die Titel Earl of Dorchester und Viscount Milton, of Milton Abbey in the County of Dorset verliehen.
1742 heiratete er Lady Caroline Sackville, Tochter des Lionel Sackville, 1. Duke of Dorset. Mit ihr hatte er vier Kinder, darunter sein Erbe George Damer, 2. Earl of Dorchester (1746–1808).